# مايك كرايغ
مايك كرايغ هو لاعب هوكي الجليد كندي، ولد في 1 نوفمبر 1962 في كالغاري في كندا.

## وصلات خارجية
- مايك كرايغ على موقع دوري الهوكي الوطني (الإنجليزية)
- مايك كرايغ على موقع EliteProspects.com (الإنجليزية)
- مايك كرايغ على موقع HockeyDB.com (الإنجليزية)